# Orbital (banda)
Orbital é uma dupla inglesa de música eletrônica surgida em 1989 formada pelos irmãos Paul e Phil Hartnoll. Apesar de constantemente estarem associados ao termo techno, a verdade é que o Orbital fez parte de um certo grupo de bandas britânicas que fazia um tipo de música eletrônica bastante peculiar e inclassificável, não se limitando a priorizar apenas os elementos rítmicos e percussivos — tal como é feito na dance music mais acessível —, mas a pensar sua música de uma maneira mais completa, com melodia, harmonia e forma musical.
Orbital, ao lado de bandas como The Prodigy, Underworld e The Chemical Brothers, foi um dis grandes expoentes da música eletrônica underground britânica que conseguiram ascender ao mainstream nos anos 90. Seu primeiro hit, Chime, foi também um dos hits inaugurais das primordiais raves britânicas. O nome da banda, aliás, é uma referência à rodovia M25, também conhecida como "Grande Via Orbital de Londres", nos arredores da qual ocorriam as diversas festas (legais e ilegais) frequentadas pelos irmãos Hartnoll no final dos anos 80.
Entretanto, por conta de sua sonoridade mais melódica e harmoniosa do que o que se convencionou a associar com música eletrônica (dance music, a sua faceta mais pop), constantemente tiveram faixas incluídas em diversos filmes e campanhas publicitárias mundo afora. Também foram convidados a produzir diversos cantores e bandas, como a islandesa Björk. Deram uma pausa nos trabalhos em 2004 para retornar em 2009.
O som de Orbital se destaca pelo toque fixo e cadenciado, uso intenso de sons percussivos, texturas de ambient music, sintetizadores pads, melisma feminino e, às vezes, ruídos industriais e metálicos.

## Discografia

### Álbuns
- Orbital (chamado de Green Album) (1991)
- Orbital 2 (chamado de Brown Album) (1993)
- Snivilisation (1994)
- In Sides (1996)
- Event Horizon (trilha sonora do filme homônimo) (1997)
- The Middle of Nowhere (1999)
- The Altogether (2001)
- Back to Mine (2002)
- Work 1989-2002 (Singles e raridades) (2002)
- Octane (trilha sonora do filme) (2003)
- Blue Album (2004)
- Halcyon (compilação das melhores músicas) (2005)
- Wonky (2012)

### Singles/EPs
- Chime (1990)
- Omen (1990)
- Satan (III EP) (1991)
- Midnight/Choice (1991)
- Mutations (1992)
- Radiccio (1992)
- Lush (1993)
- Peel Session/Diversions (1994)
- Are We Here? (1994)
- Belfast/Wasted (1995)
- Times Fly (1995)
- The Box (Orbital)|The Box (1996)
- Satan Live/Satan Spawn - Trilha Sonora do filme (1996)
- O Santo - Trilha Sonora do filme (1997)
- Style (1999)
- Nothing Left (1999)
- Beached (com Angelo Badalamenti) (2000)
- Funny Break (One is Enough) (2001)
- Illuminate (2001)
- Rest (2002)
- Play (2002)
- One Perfect Sunrise/You Lot (2004)

### Composições originais
- O Enigma do Horizonte (1997), com Michael Kamen – trilha sonora do filme
- Octane (2003)
- Keen Eddie, primeiro episódio (2003)